# Você Já Foi à Bahia?
Você Já Foi à Bahia? é o título da canção de 1940 do compositor brasileiro Dorival Caymmi, e lançada em 1941 pelo grupo Anjos do Inferno. Seus versos ressaltam "uma sorte/proteção [a] quem for ao Bonfim"
A letra "destaca o fascínio que a Bahia desperta e o endemismo comportamental e sociocultural do povo baiano", no dizer de ; no contexto da obra de Caymmi a igreja do Bonfim serve como ponto de referência para toda a cultura e gente da cidade de Salvador, assim como o Pelourinho desempenha esse papel na obra de Jorge Amado e o autor conclui que o Bonfim é "como ponto de busca e chegada, um referencial físico edificado que expressa a identidade cultural da cidade, na medida em que as pessoas se dirigem a ela para os cultos do catolicismo oficial romanizado (missas, casamentos), para as práticas do catolicismo popular (depósito de partes do corpo em cera na sala dos ex-votos), para cumprimentos de rituais sincréticos dos cultos de matriz afro-brasileira (lavagem das escadarias do Bonfim) ou simplesmente para participar das festas profanas de seu entorno imediato".
A canção tornou-se mundialmente conhecida graças ao filme de 1944 The Three Caballeros de Walt Disney, na voz de Aurora Miranda, e que também lançou o personagem Zé Carioca.